# Erich Dauzenroth

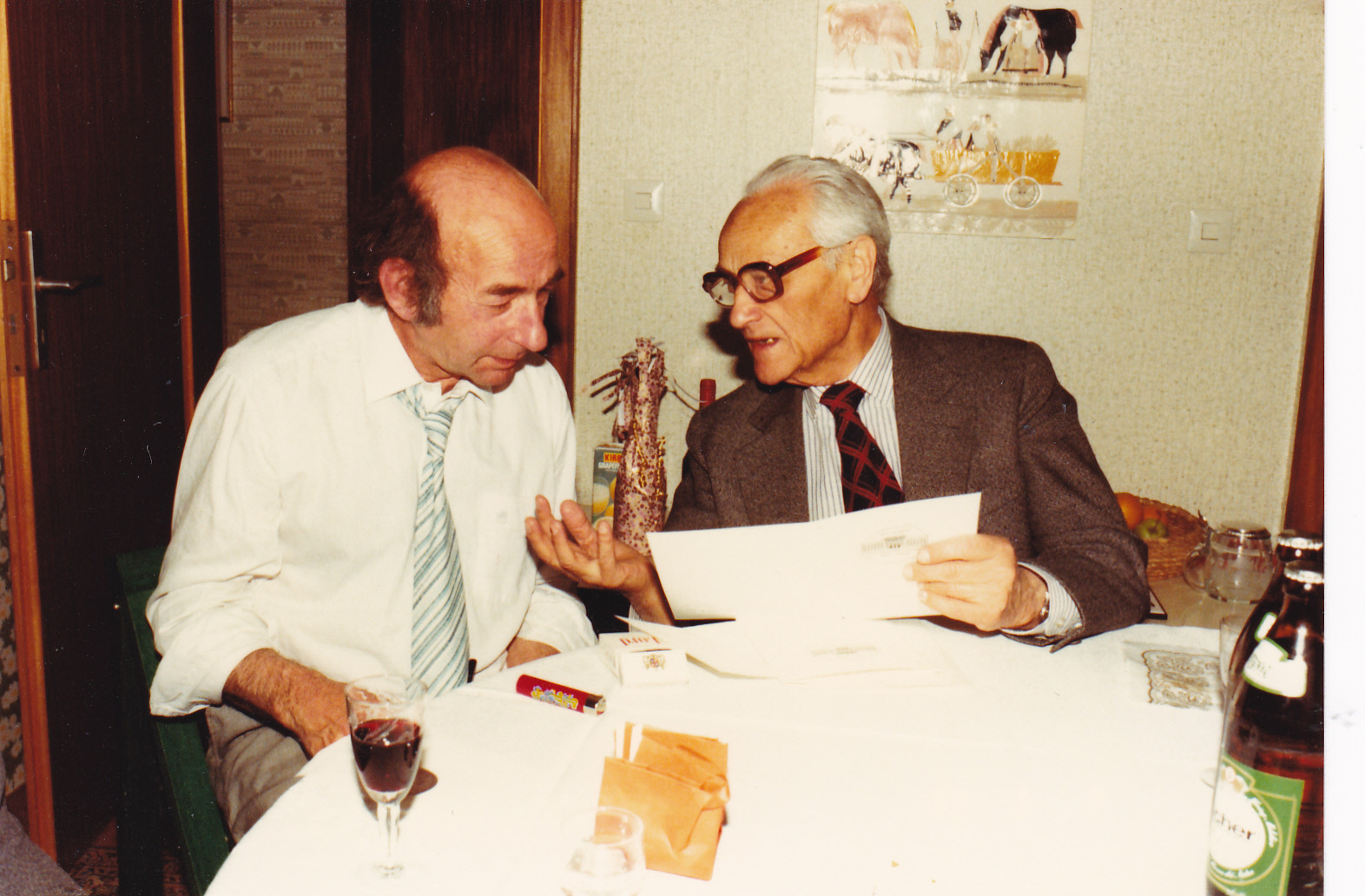
Erich Dauzenroth (links) mit Józef Bogusz (1982)

Erich Dauzenroth (* 5. Mai 1931 in Fulda; † 23. Juli 2004) war ein deutscher Erziehungswissenschaftler.

## Leben und Wirken
Dauzenroth kam im Jahre 1957 während der deutschen Uraufführung des Stückes „Korczak und die Kinder“ von Erwin Sylvanus mit dem Werk von Janusz Korczak in Berührung und blieb von nun an dessen Ideen treu. Dauzenroth war maßgeblich an der Verbreitung von Korczaks Gedanken zu Kinderrechten und einer Erziehung zur Selbständigkeit in Deutschland beteiligt und förderte gleichzeitig die internationale Zusammenarbeit.
Dauzenroth lehrte ab 1972 als Professor an der Justus-Liebig-Universität Gießen. Zuvor war er dort bereits als Studienrat im Hochschuldienst tätig und seinem akademischen Lehrer Heinrich Weinstock verpflichtet. An der Universität Gießen initiierte er eine Zusammenarbeit mit der Universität Łódź. Er erlernte die polnische Sprache und folgte Korczaks Spuren. An der Gründung der Internationalen Korczak-Vereinigung im Jahre 1973 war Dauzenroth maßgeblich beteiligt; 1977 übernahm er den Vorsitz der Deutschen Korczak-Gesellschaft.
Von 1987 bis 1989 war er Vizepräsident der Justus-Liebig-Universität Gießen.
Nach seinem Tod wurden die Materialien seiner umfangreichen Privatsammlung, dem Wunsch seiner Frau entsprechend, dem Karl-Dedecius-Archiv in Słubice übergeben.

## Ehrungen
- 1987 Stadt Gießen: Hedwig-Burgheim-Medaille
- Korczak-Medaille der Internationalen Korczak-Gesellschaft
- Medaille der Universität Łódź
- Ehrennadel der Stadt Łódź
- 1985: Bundesverdienstkreuz am Bande[1]

## Schriften
- Ein Leben für Kinder.  5. Auflage. Gütersloher Verl.-Haus, Gütersloh 2002, ISBN 3-579-01042-5.
- als Hrsg. mit Erich Geissler: De magistro. Über Lehre und Lehrer des Glaubens. Festschrift für Alfred Schüler. Mainz 1967.[2]